# Эпстайн, Майкл Энтони
Сэр Майкл Энтони Эпстайн (Эпштейн) (англ. Michael Anthony Epstein; 18 мая 1921, Лондон — 6 февраля 2024, Лондон) — английский вирусолог. Совместно с английским вирусологом Ивонной Барр выделил вирус семейства Herpesviridae, обнаруживаемый в клеточных культурах лимфомы Беркитта (1964); позднее была доказана его этиологическая роль в заболеваемости инфекционным мононуклеозом, а возбудитель (вирус Эпштейна — Барр) был назван в их честь.

## Биография
Эпстайн учился в лондонской школе St. Paul’s School, затем в Тринити-колледж (Кембридж) и в медицинской школе госпиталя Мидлсекс. В 1968—1985 годах Эпстайн был профессором патологии (впоследствии почётный профессор), с 1968 по 1982 год — заведующий кафедрой в Бристольском университете. В 1979 году был избран членом Лондонского королевского общества, а с 1986 по 1991 год являлся его вице-президентом. В 1992 году был удостоен Королевской медали. В 1985 году Эпстайн был награждён Орденом Британской империи, в а 1991 году посвящён в рыцари.
Эпштейн был первым человеком, предположившим, что лимфома Беркитта вызвана вирусом. Услышав лекцию Дениса Беркитта в 1961 году, Эпштейн сменил фокус исследования на поиск вирусного происхождения лимфомы Беркитта и после более чем двух лет работы с опухолевыми клетками пациентов Беркитта и последующей работы по изоляции вируса от них, вирус Эпштейна-Барр был наконец обнаружен в феврале 1964 года.